# 非电影内容
非电影内容（日语：／ Hieiga kontentsu），又称非电影数码内容（日语：／ Hieiga  dijitaru kontentsu），在日本指在电影院上映、而又不是电影的内容。常简称作ODS，为和制英语「other digital stuff」或「other digital source」的缩写，惟此用法不常见于英語世界，且与日语中的含义有差别，故下文中「ODS」均为日語中的意思。經過映畫倫理機構審查的電影將被授予映倫標誌（不屬於標準分類的影片除外）。

## 概要
随着数码技术的普及与发展，电影院放映设备逐渐数码化、传输带宽亦增加，原本只放映电影的影院开始上映其他内容，如实况转播各种现场活动等。2008年5月10日凌晨，日本全国5座影城卫星直播彩虹乐团于当地時間5月9日在巴黎举行的演唱会，其中東京新宿WALD 9的9个影厅全部满员，被认为是开了ODS的成功先河。
ODS内容除体育直播、各種音乐会外，还包括戲劇、歌剧、芭蕾舞、歌舞伎、寄席等，其中各种现场活动的实况转播称为「ODS直播」（ODS生中継），播放已录制内容则称为「ODS上映」。一些表演因太受欢迎，无法在会场容纳下所有观众，而ODS直播正好可以吸引不住在会场城市的观众购票观看，如2009年10月4日于東京举行的音乐剧《網球王子》千秋乐公演便在日本19座影院的33个影厅直播，其中東京新宿WALD 9所有影厅满员，全国总上座率约达80%。2011年5月，业务包括艺人经纪及影片、舞台剧制作等的公司Amuse与FamilyMart、博報堂Casting&Entertainment、WOWOW集资创立「株式会社Live Viewing Japan」（株式会社ライブ・ビューイング・ジャパン），音乐活动的ODS数目激增，引发音乐业界更多关注。
另一方面，由于ODS与电影分界线并非完全清晰，一些一般认知为电影的作品有机会在统计中被认为是「ODS上映」而计为ODS，如日本电影制作者联盟发布的2011年全国电影概況中便将《監督失格》（平野勝之导演，矢野顕子的演奏场景较多）、《AKB48 夢想起飛》（寒竹百合导演，制作总指挥岩井俊二）及《The Phantom of the Opera at the Royal Albert Hall》等列作ODS作品。

## 代表作品
- 魯邦三世 風魔一族的陰謀 - 第一部OVA动画ODS发售。
- 極道恐怖大劇場：牛頭
- 八仙飯店之人肉饅頭 - 映倫列為不屬於標準分類。
- 恐怖大師系列：印記 - 映倫列為不屬於標準分類。
- 文学少女 回憶篇 - 每集20分鐘連續播放
- 屍體派對 - 每集20分鐘連續播放。
- 偷窺孔 Sexy増量版 - 製作過程中來自OAD附錄的其他場景。
- 強襲魔女系列
  - 強襲魔女 Operation Victory Arrow
  - 強襲魔女 彼得堡大戰略 - 部分場景在預映期間進行了剪輯。
- 玉響～畢業寫真～
- LET'S GO！登山少女 回憶的禮物
- 請問您今天要來點兔子嗎？？ 〜Dear My Sister〜
- 宇宙戰艦大和號2202 愛的戰士們
- 生肖奇緣
- 特別篇 吹響吧！上低音號～合奏團競賽篇～
- Love Live! 虹咲學園學園偶像同好會
- 偶像大師 百萬人演唱會！ - 電視動畫的提前放映。
- 鬼滅之刃系列 - 電視動畫重新編集版。
  - 鬼滅之刃 上弦集結，前進刀匠村
  - 鬼滅之刃 絆之奇蹟，邁向柱訓練
- 五等分的花嫁∽- TV動畫特別篇的提前放映。